# Вестон (округ, Вайомінг)
Шаблон:StateAbbr_ 43°50′ пн. ш. 104°34′ зх. д. / 43.84° пн. ш. 104.56° зх. д.
 Вестон  (англ. Weston County) — округ (графство) у штаті  Вайомінг. Ідентифікатор округу 56045.

## Історія
Округ утворений 1890 року.

## Демографія
За даними перепису 
2000 року 
загальне населення округу становило 6644 осіб, зокрема міського населення було 2947, а сільського — 3697.
Серед них чоловіків — 3373, а жінок — 3271. В окрузі було 2624 домогосподарства, 1869 родин, які мешкали в 3231 будинках.
Середній розмір родини становив 2,88.
Віковий розподіл населення поданий у таблиці:
| Стать    | До 15 років | 15-21 | 22-29 | 30-39 | 40-49 | 50-65 | 65-85 | Понад 85 |
| -------- | ----------- | ----- | ----- | ----- | ----- | ----- | ----- | -------- |
| Чоловіки | 605         | 376   | 276   | 425   | 627   | 603   | 426   | 35       |
| Жінки    | 611         | 320   | 218   | 411   | 543   | 593   | 476   | 99       |

## Суміжні округи
- Крук — північ
- Лоуренс, Південна Дакота — північний схід
- Пеннінґтон, Південна Дакота — схід
- Кастер, Південна Дакота — південний схід
- Найобрара — південь
- Конверс — південний захід
- Кемпбелл — захід

## Виноски
1. ↑  US Decennial Census. US Census Bureau. Архів оригіналу за 12 травня 2015. Процитовано 18 серпня 2015.
2. ↑  Historical Decennial Census Population for Wyoming Counties, Cities, and Towns. Wyoming Department of Administration & Information, Division of Economic Analysis. Архів оригіналу за 7 жовтня 2006. Процитовано 25 січня 2014.
3. ↑  State & County QuickFacts. US Census Bureau. Архів оригіналу за 30 січня 2016. Процитовано 25 січня 2014.(англ.) Наведено за англійською вікіпедією.
4. ↑  American FactFinder. Бюро перепису населення США. Архів оригіналу за 26 лютого 2012. Процитовано 31 січня 2008.

| США | Це незавершена стаття з географії США. Ви можете допомогти проєкту, виправивши або дописавши її. |